# Туаньпай
«Туаньпай» (кит. трад. 團派, упр. 团派, пиньинь Tuánpài; также «комсомольцы» или фракция Союза молодёжи) — это термин, используемый политическими наблюдателями при описании неформальной политической фракции в Коммунистической партии Китая, которая включает в себя государственные должностные лица, создавшейся из союза молодёжи Китая. Существовало две молодёжных фракции, без прямой политической линии между собой. Первую, в 1980-х годах, составляли кадры союза молодежи, эту фракцию поддерживал генеральный секретарь Ху Яобан: термин «Туаньпай» первоначально использовался для критики Ху Яобана в чрезмерной зависимости от кадров союза молодёжи. Во второй фракции, существующей с 2000-х годов, числится генеральный секретарь Ху Цзиньтао и политические союзники.

## Описание фракций

### Первая фракция
Членами первоначальной фракции союза молодёжи было реформистское руководство коммунистической партии во главе с Ху Яобаном. Фракция появилась в конце культурной революции (конец 1970-х годов). Как и Ху, многие из членов были частью руководства Комсомола в 1950-х и 1960-х годах, либо участвовали в студенческом движении против Гоминьдана во время гражданской войны в Китае. В отличие от более консервативных «старших» политиков, фракция союза молодёжи была моложе, и более либеральных политических взглядов, с энтузиазмом в разработке и осуществлении политических и экономических реформ. Многие из них сыграли ключевую роль в программе реформы Ху Яобана в 1980-х годах.
Фракция Молодёжного союза была значительно ослаблена, когда Ху Яобан во внутренней борьбе за власть перешёл на сторону консервативной фракции. Некоторые члены продолжали работать под руководством Чжао Цзыяна, сменившим Ху на посту лидера фракции, в то время как другие были перемещены на менее важные посты. Когда Чжао также был отстранён в 1989 году, многие оставшиеся члены фракции союза молодёжи были отстранены в целом от партийного руководства, и фракция перестала существовать как таковая.

### Вторая фракция
Ху Цзиньтао стал генеральным секретарем КПК в 2002 году. Ху Цзиньтао также имеет опыт работы в Комсомоле (хотя он намного моложе поколения из союза молодёжи Ху Яобана). Приход к власти Ху вызвал интерес среди членов руководства партии, которое, как и он, имели опыт работы в молодёжном союзе. Ху Цзиньтао сам иногда считался членом первой фракции лиги молодежи, когда он был назначен во время руководства Ху Яобана. Однако последующий рост молодого Ху во власти связано больше с наставничеством Дэн Сяопина, нежели у старшего Ху. Поэтому, нет никакого прямого политического наследства между двумя фракциями молодёжного союза.
Политолог Ченг Ли из Брукингского института делит современную структуру власти коммунистической партии на две «коалиции», одна из которых — это «народники», а другая «элитисты». Последние происходят в основном из богатых прибрежных провинций Китая, в частности, Шанхай, или те, у кого в семье есть высокопоставленные чиновники коммунистической партии. Фракция Молодёжного союза, с другой стороны, принадлежит к коалиции «народников», состоящей из должностных лиц, которые имеют относительно скромное происхождение и которые пришли во властные структуры с низов. В то время как элитисты больше озабочены экономическим ростом и функциональностью рынка, народники в большей степени сосредоточены на социальной гармонии и уменьшении неравенства. Ли Чэн ставит фракцию молодёжного союза в основу народнической коалиции. Члены фракции Союза молодёжи, как правило, имеют высшее образование, университетские степени или выше.
Как отмечает Иван Зуенко: "...Говорить о том, что эти комсомольцы являются проамериканскими, и говорить, что они ведут подковерную какую-то борьбу против людей Си Цзиньпина, совершенно невозможно".

## Члены первой фракции союза молодёжи
- Ху Яобан, председатель ЦК КПК, Генеральный секретарь ЦК КПК (до 1987)
- Ху Цили, член Посткома Политбюро ЦК КПК (до 1989)
- Ху Цзиньтао, Генеральный секретарь ЦК КПК
- Ли Жуйхуань, член Посткома Политбюро ЦК КПК, председатель ВК НПКСК
- Ван Чжаого, начальник Канцелярии ЦК КПК, секретарь ЦК КПК, губернатор провинции Фуцзянь

## Члены второй фракции союза молодёжи
- Ху Цзиньтао, Генеральный секретарь ЦК КПК (2002—2012), Председатель КНР (2003—2013)
- Ли Кэцян, Премьер Государственного Совета КНР (с 2013), член Постоянного комитета Политбюро ЦК КПК
- Ли Юаньчао, заместитель Председателя КНР, член Политбюро ЦК КПК
- Лю Яньдун, второй вице-премьер Госсовета КНР, член Политбюро ЦК КПК
- Ван Ян, ранее третий вице-премьер Госсовета КНР и член Политбюро ЦК КПК, ныне член Посткома Политбюро ЦК КПК и председатель ВК НПКСК[3]
- Ху Чуньхуа, ранее глава парткома провинции Гуандун, ныне третий вице-премьер Госсовета КНР, член Политбюро ЦК КПК[4][3]
- Чжоу Цян, председатель Верховного народного суда КНР (с 2013)
- Лин Цзихуа, начальник Канцелярии КПК (отстранён в 2015)
- Чжан Баошунь, глава парткома КПК провинции Аньхой
- Чжао Хунчжу
- Лу Хао, экс-министр природных ресурсов КНР
- Юань Чуньцин, глава парткома КПК провинции Шаньси
- Ли Чжаньшу, председатель ПК ВСНП (с 2018 года), член Посткома Политбюро ЦК КПК 19-го созыва, член Политбюро ЦК КПК 18-го созыва
- Сунь Чжэнцай[5], глава Чунцинского горкома КПК (2012—2017), член Политбюро ЦК КПК 18-го созыва, отстранен от должности в 2017 году
- Ян Чуаньтан, министр транспорта КНР в 2012-2016